# FK Omladinac Banja Luka
Le FK Omladinac Banja Luka est un club bosnien de football basé à Banja Luka. Le club participe à la première ligue du Championnat de la république serbe de Bosnie de football qui correspond à la deuxième division du championnat de Bosnie-Herzégovine de football.